# Asparagus spinescens
Asparagus spinescens là một loài thực vật có hoa trong họ Măng tây. Loài này được Steud. ex Schult. & Schult.f. mô tả khoa học đầu tiên năm 1829.